# Lovecraft's Providence and Adjacent Parts
Lovecraft's Providence and Adjacent Parts est un livre de Henry L. P. Beckwith, Jr. détaillant tous les sites de Providence liés à l'écrivain H.P. Lovecraft. Publié en 1979 par Donald M. Grant, Publisher dans une édition de 1000 copies, il est né d'une visite en bus de Providence que Beckwith a organisée dans le cadre de la World Fantasy Convention (en) et reste un manuel de référence pour ceux qui veulent visiter les sites liés à Lovecraft autour de Providence.
Le livre offre des informations détaillées sur les lieux fréquentés par Lovecraft dans sa correspondance et ses histoires. Ces endroits spécifiques incluent le cimetière St. John, où Edgar Allan Poe et Lovecraft se sont rendus en personne. Lovecraft et ses amis épistolaires Adolphe Danziger De Castro (en) et Robert Barlow ont composé des acrostiches à la mémoire de Poe lors de leur visite au cimetière. Le livre fournit également des détails sur des sites remarquables telles que la maison de Benefit Street qui a inspiré l'histoire de Lovecraft La Maison maudite.
En tant qu'étude précoce de la géographie de Lovecraft, l'influence du livre précède sa publication, Beckwith étant reconnu par Lyon Sprague de Camp pour son aide dans la réalisation de son ouvrage Lovecraft: A Biography de 1975. Le livre est cité dans les travaux de la plupart des spécialistes du domaine, tels que S. T. Joshi, Leslie S. Klinger (en) et Peter Cannon (en).
Une édition révisée et allongée est publiée par Grant en 1986 et de nouveau en 1990 pour le centenaire de Lovecraft.